# Laffey (Schiff, 1942)
Die USS Laffey (Kennung DD-459) war ein Zerstörer der United States Navy im Zweiten Weltkrieg und das erste Schiff, das diesen Namen trug. Sie gehörte zur Benson-Klasse und war nach Seaman 1st Class Bartlett Laffey benannt.
Taufpatin des Schiffes war Miss Eleanor G. Forgerty, Enkelin von Bartlett Laffey; Erster Kommandant wurde Lieutenant Commander William E. Hank.
Bauwerft war die Bethlehem Shipbuilding Corporation (eine Tochter der Bethlehem Steel) in San Francisco

## Einsatzgeschichte
Nach einer Phase von Ausbildungsfahrten lief die Laffey zunächst Pearl Harbor an, von wo aus sie nach Efate weiterfuhr und dort am 28. August 1942 eintraf. Sie wurde dort dem U-Boot Abwehrschirm zugeteilt, bis sie am 6. September 1942 zur TF 18 (Task Force 18) kommandiert wurde. Nach der am 15. September 1942 erfolgten Versenkung der Wasp, des Flaggschiffes der TF 18, rettete die Laffey zahlreiche Überlebende und brachte sie nach Espiritu Santo. Die Laffey wurde dann zur TF 64 abgestellt und lief am 18. September 1942 Noumea, Neukaledonien an.
Ihren ersten Kampfeinsatz hatte das Schiff am 11. und 12. Oktober 1942 in der Schlacht von Cape Esperance. Der Zerstörer operierte im Kreuzerverband von Admiral Norman Scott, um feindliche Verstärkungen nach Guadalcanal zu unterbinden. Als sich am 11. Oktober der Verband in einzelne Kolonnen aufspaltete, wurde die Laffey von zwei weiteren Zerstörern begleitet. Im Laufe der Schlacht lieferte sich die Laffey ein Feuergefecht mit dem japanischen Kreuzer Aoba.
Nach der Schlacht fuhr sie am 11. November Geleitschutz für einen Transport von Nouméa nach Lunga Point, wo sie am 12. November eintraf.
Am Freitag, dem 13. November 1942 befand sich die Laffey in einer Kiellinie aus acht Zerstörern und fünf Kreuzern unter dem Kommando von Admiral Daniel J. Callaghan, als diese bereits während der Nacht auf einen japanischen Schiffsverband unter Kaigun-Chusho Abe Hiroaki, bestehend aus zwei Schlachtschiffen, einem Leichten Kreuzer und 14 Zerstörern traf. In der folgenden Seeschlacht von Guadalcanal attackierte die Laffey mehrfach die feindlichen Schiffe. In der Dunkelheit kam es beinahe zu einem Zusammenstoß zwischen dem Zerstörer und dem japanischen Schlachtschiff Hiei, bei der die Laffey mit einem Abstand von nur gerade sechs Metern vor dem Bug des Schlachtschiffes freikam. Dabei schoss die Laffey ihre Torpedos ab (ohne jedoch Schaden anzurichten) und feuerte mit den Maschinenwaffen auf die Brücke der Hiei, wobei Admiral Abe verwundet und sein Stabschef getötet wurde.
Inzwischen hatte sich der Zerstörer jedoch in eine prekäre Lage manövriert. Mit einem Schlachtschiff am Heck, einem weiteren an Backbord, sowie zwei Zerstörern backbord querab kämpfte die Laffey auf kürzeste Entfernung einen aussichtslosen Kampf. Unter anderem von einer 355-mm-Granate schwer beschädigt, erhielt das Schiff noch einen Torpedotreffer im Heckbereich und wurde dadurch kampfunfähig gemacht.
Kurz nach dem Befehl zum Verlassen des Schiffes zerriss eine gewaltige Explosion den Zerstörer, der sofort sank und eine große Anzahl von Seeleuten mit sich nahm.
Der Laffey wurde das Verdienst an der Versenkung von einem Kreuzer und zwei Zerstörern der japanischen Streitkräfte zugesprochen.

## Ehrungen
Die Laffey erhielt die Navy Presidential Unit Citation (eine Auszeichnung für außergewöhnliche Tapferkeit, die nur an Einheiten vergeben wurde), die American Campaign Medal, die Asiatic-Pacific Campaign Medal mit drei Battle Stars und die World War II Victory Medal.

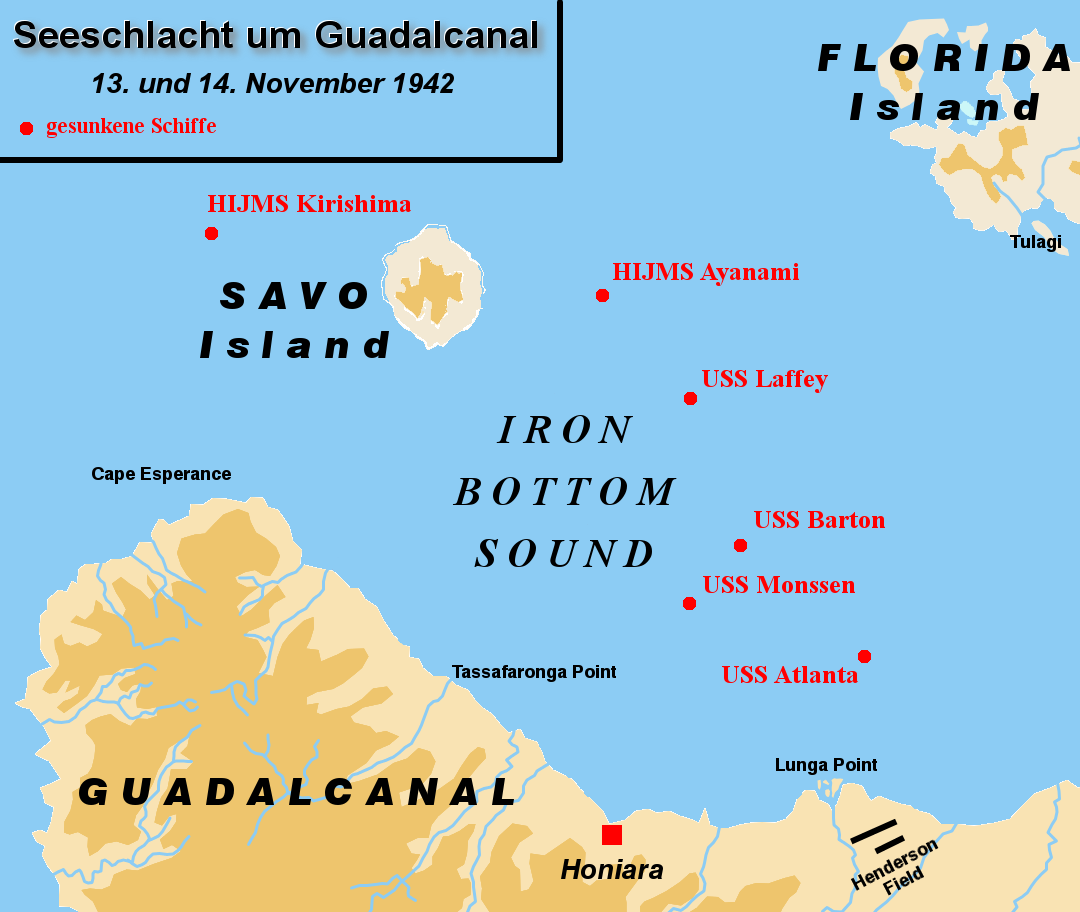
Untergangsstelle der Laffey